# Kathrin Fuhrer
Kathrin Fuhrer (21 marzo 1988) è un'ex sciatrice alpina svizzera.

## Biografia
La Fuhrer, originaria di Elm e attiva in gare FIS dal dicembre del 2003, esordì in Coppa Europa il 20 dicembre 2005 a Außervillgraten in supergigante (32ª) e in Coppa del Mondo il 20 dicembre 2008 a Sankt Moritz nella medesima specialità, senza concludere la prova. Il 19 dicembre 2010 conquistò il suo unico podio in Coppa Europa piazzandosi 2ª nello slalom gigante disputato a Limone Piemonte, terminando alle spalle dell'italiana Lisa Magdalena Agerer a pari merito con la tedesca Veronique Hronek, mentre il 6 febbraio 2011 ad Arber/Zwiesel ottenne il suo unico piazzamento a punti in Coppa del Mondo, arrivando 26ª nella medesima specialità. Si ritirò al termine di quella stessa stagione, dopo una gara FIS disputata a Zinal l'8 aprile; in carriera non prese parte né a rassegne olimpiche né iridate.

## Palmarès

### Coppa del Mondo
- Miglior piazzamento in classifica generale: 122ª nel 2011

### Coppa Europa
- Miglior piazzamento in classifica generale: 24ª nel 2011
- 1 podio:
  - 1 secondo posto

### Campionati svizzeri
- 1 medaglia[1]:
  - 1 bronzo (supergigante nel 2006)